# Olena Petrowa
Olena Jurijiwna Petrowa (russisch Елена Юрьевна Петрова, ukrainisch Олена Юріївна Петрова; auch Elena Petrova; * 24. September 1972 in Moskau) ist eine frühere russisch-ukrainische Biathletin.
Olena Petrowa betreibt seit 1989 Biathlon. Sie wird von Roman Bondaruk trainiert und startet für Dynamo Kiew. Die in Sumy lebende Sportlerin debütierte 1992 im Biathlon-Weltcup und wurde Elfte im Einzel. Trotz des guten Ergebnisses wurde sie in einem starken russischen Team nur sporadisch eingesetzt. Bei ihrem dritten Weltcupauftritt 1994 in Ruhpolding kam sie als Achte im Einzel erstmals unter die besten 10. Ihre beste Platzierung erreichte sie 1999 in Pokljuka als Zweitplatzierte. Diesen Rang erreichte sie noch weitere drei Mal. Im Gesamtweltcup erreichte sie 1998/99 einen siebten, 1999/00 einen neunten und 1994/95 bis 1997/98 jeweils den 15. Platz.
Von 1993 in Borowez bis 2006 in Pokljuka nahm sie an 12 Weltmeisterschaften teil. Mehrfach erreichte sie sehr gute Ergebnisse. 1996 in Ruhpolding gewann sie die Bronzemedaille im Sprint, diese Platzierung wiederholte sie 2004 in Oberhof. Am Holmenkollen 1999 im Massenstart sowie 2003 in Chanty-Mansijsk im Sprint gewann sie die Silbermedaille. Auch mit der Staffel war sie sehr erfolgreich und gewann 2003 Silber sowie 1996, 2000 und 2001 Bronze.
An Olympischen Spielen nahm sie seit 1994 in Lillehammer viermal teil. Bei ihrer ersten Teilnahme kam sie bei ihrem Einzelstart noch nicht ins Ziel, wurde aber mit der Staffel Fünfte. 1998 in Nagano waren ihre erfolgreichsten Spiele. Im Einzel gewann sie hinter Ekaterina Dafowska die Silbermedaille und wurde Elfte im Sprint und erneut Fünfte mit der Staffel. Die beiden folgenden Spiele verliefen für Petrowa weniger erfolgreich.
Nach der Saison 2007/08 beendete Petrowa ihre aktive Karriere und wurde Trainerin im Nachwuchsbereich der Ukraine.

## Biathlon-Weltcup-Platzierungen
Die Tabelle zeigt alle Platzierungen (je nach Austragungsjahr einschließlich Olympische Spiele und Weltmeisterschaften).
- 1.–3. Platz: Anzahl der Podiumsplatzierungen
- Top 10: Anzahl der Platzierungen unter den ersten zehn (einschließlich Podium)
- Punkteränge: Anzahl der Platzierungen innerhalb der Punkteränge (einschließlich Podium und Top 10)
- Starts: Anzahl gelaufener Rennen in der jeweiligen Disziplin

| Platzierung | Einzel | Sprint | Verfolgung | Massenstart | Team | Staffel | Gesamt |
| ----------- | ------ | ------ | ---------- | ----------- | ---- | ------- | ------ |
| 1. Platz    |        |        |            |             |      | 1       | 1      |
| 2. Platz    | 1      | 2      |            | 1           |      | 3       | 7      |
| 3. Platz    | 3      | 3      | 2          | 3           | 1    | 9       | 21     |
| Top 10      | 13     | 16     | 11         | 4           | 1    | 36      | 81     |
| Punkteränge | 34     | 47     | 26         | 11          | 1    | 41      | 160    |
| Starts      | 47     | 73     | 34         | 11          | 1    | 41      | 207    |